# تومب ريدر: انفرسري
تومب رايدر: أنِفرسِري (بالإنجليزية: Tomb Raider: Anniversary)‏ هي لعبة فيديو صدرت في عام 2007، وهي متوفرة على أجهزة بلاي ستيشن 2 وبلاي ستيشن 3 وويندوز. اللعبة من تطوير كرستال دينامكس ومن نشر إيدوس إنتراكتيف.

## وصلات خارجية
- الموقع الرسمي